# チャタム島
チャタム島（チャタムとう、英: Chatham Island、Rekohu、Wharekauri）とは、ニュージーランド南島の東海岸沖約1,000kmにある南太平洋上の島である。チャタム諸島に属し、諸島内で最も大きい島である。
なお、マオリ族による「Wharekauri」、モリオリ人による「Rekohu」という2つの別の名前がある（意味は「misty sunlight=霧がかった日光」）。

## 概要
面積は約920平方キロメートル。島名は1791年、ヨーロッパ人として最初にこの島を訪れたウィリアム・ロバート・ブロートンにより、乗艦チャタム号にちなんで名づけられた。
島の最大の集落はワイタンギであり、これは同諸島最大の集落でもある。
観光の宣伝では「赤道と南極のちょうど真ん中、かつ日付変更線の右」と表現されるが、正確ではないものの感覚的には十分それに近い。

## 地形
千葉県に似た形をしたこの島の地形は、島の左右にある2つの湾と、大きなラグーンという3つの特徴によって特色付けられている。
チャタム島の西海岸はその半分以上が深く入り組んだペトレ湾 (Petre Bay) が占めている。なお、ペトレ湾の南端にある小さな入り江はワイタンギ湾といい、これに面してワイタンギの集落がある。また、東海岸は大きいが単調なハンソン湾 (Hanson Bay) が占めており、その全長は35キロメートルもある。
この島の2つの湾の幅は10キロメートルであるが、陸地の幅はこれよりはるかに狭い。この幅のほとんどは大きなテ・ワンガ・ラグーン (Te Whanga Lagoon) である（右の写真の、島のくびれた部分にある黒っぽい円形がラグーンで、陸地はその両側の残りの部分しかない）。このラグーンは、ハンソン湾の南半分が分断されて形成されたもので、総面積は180平方キロメートルもある。島の南端にある丘から流れ出る小さな川もこのラグーンに注いでいる。

## 同島をモデルとした小説
ジュール・ベルヌの『十五少年漂流記』で少年達が漂着した無人島は、チャタム島をモデルにしたという説があるが、『二年間の休暇』（岩波少年文庫）の訳者解説で私市保彦はこの可能性を否定している。なお、同じ作者による『征服者ロビュール』15章-17章にこの島はすでに登場している。